# Catoxyethira badyi
Catoxyethira badyi is een schietmot uit de familie Hydroptilidae. De soort komt voor in het Afrotropisch gebied.